# エチュード (みゆはんの曲)
「エチュード」はみゆはんの1枚目のシングル。ビクターエンタテインメントから2019年5月22日に発売された。

## 収録曲
1. エチュード [4:12]
  - 作詞・作曲 : 菅波栄純
  - テレビ東京アニメ『八月のシンデレラナイン』オープニングテーマ
2. No me [4:13]
  - 作詞・作曲 : みゆはん
3. 君と僕のラブストーリー (メロコアver) [2:58]
  - 作詞・作曲 : つじあやの
4. 恋人失格 [4:45]
  - 作詞・作曲 : コレサワ
5. エチュード (instrumental) [4:11]